# Bärgarlön
Bärgarlön regleras i 16 kapitlet i sjölagen.
Bärgaren har rätt till bärgarlön, om bärgningen har lett till ett nyttigt resultat. Bärgarlönen får inte bestämmas till högre belopp än värdet av det som bärgades. Den som under bärgningen medverkade till att rädda någon till livet har rätt till en skälig andel av bärgarlönen.
Bärgarlönen ska bestämmas för att uppmuntra till bärgning och med hänsyn till
1. det bärgades värde,
2. bärgarnas skicklighet och ansträngningar i fråga om att hindra eller begränsa miljöskada,
3. bärgarens framgång,
4. farans art och grad,
5. bärgarnas skicklighet och ansträngningar i fråga om att rädda liv samt att bärga fartyget och annan egendom,
6. den tid som bärgarna använde och de kostnader och förluster som bärgarna ådrog sig,
7. den risk att bli ersättningsskyldig och de andra risker som bärgarna och deras utrustning utsattes för,
8. den snabbhet med vilken tjänsterna utfördes,
9. tillgängligheten och användbarheten hos fartyg eller annan utrustning avsedd för bärgning, och
10. graden av beredskap och effektivitet i fråga om bärgarens utrustning samt utrustningens värde.[2]

Bärgarlönen ska betalas av ägaren till fartyget och ägaren till annan egendom i förhållande till värdet av det som bärgades för var och en av dem.

## Särskild ersättning vid hotande miljöskada
Om bärgaren har utfört bärgningsarbete avseende ett fartyg som självt eller genom sin last hotade att orsaka miljöskada, har han rätt till särskild ersättning för sina kostnader av redaren och ägaren till fartyget enligt 16 kap 9 § sjölagen.

## Nedsättning av bärgarlön
Bärgarlön eller särskild ersättning utgår ej, om det utförda arbetet skäligen kan anses ingå i fullgörelsen av ett avtal som träffades innan faran uppstod.
Det finns inte någon rätt till bärgarlön eller särskild ersättning för arbete som utförs trots uttryckligt och befogat förbud av befälhavaren, redaren eller ägaren till fartyget.

## Preskription
Fordran på bärgarlön preskriberas två år från det bärgningen slutfördes.

## Rättsfall
- Ett tankfartyg med ett djupgående av drygt 8,5 meter stötte i oktober 1977 under lotsning i dagsljus norrut i farleden Landsort-Södertälje på ett i sjökortet över området inte utmärkt grund, beläget i farleden. Svenska staten och rederiet förde talan mot varandra. Staten yrkade ersättning enligt 1973 års oljeansvarighetslag för uppkomna oljeskador och ersättning för utgiven bärgarlön. Rederiet yrkade ersättning för skadorna på fartyget och, om statens yrkande om ersättning för utgiven bärgarlön skulle bifallas, för vad rederiet sålunda kunde åläggas att utge till staten.[6]
- Svenska marinen har i samband med ingripande mot en grundstött sovjetisk ubåt, U 137, dragit loss och bogserat bort denna, varvid anlitats en bogserbåt tillhörig Karlshamns kommun. Sedan kommunen krävt bärgarlön av staten, har från statens sida invänts att bogserbåtens insats visserligen utgjorde en bärgningsoperation men inte berättigade till bärgarlön, eftersom marinens huvudsyfte med ingripandet var att undersöka och slutligen avvisa ubåten.[7] Kommunens talan bifölls under uttrycklig hänvisning till sjölagens regler om att uppmuntra till bärgning enligt 16 kap 6 § sjölagen.[2]